# Thelymitra fuscolutea
Thelymitra fuscolutea är en orkidéart som beskrevs av Robert Brown. Thelymitra fuscolutea ingår i släktet Thelymitra och familjen orkidéer. Inga underarter finns listade i Catalogue of Life.

## Bildgalleri

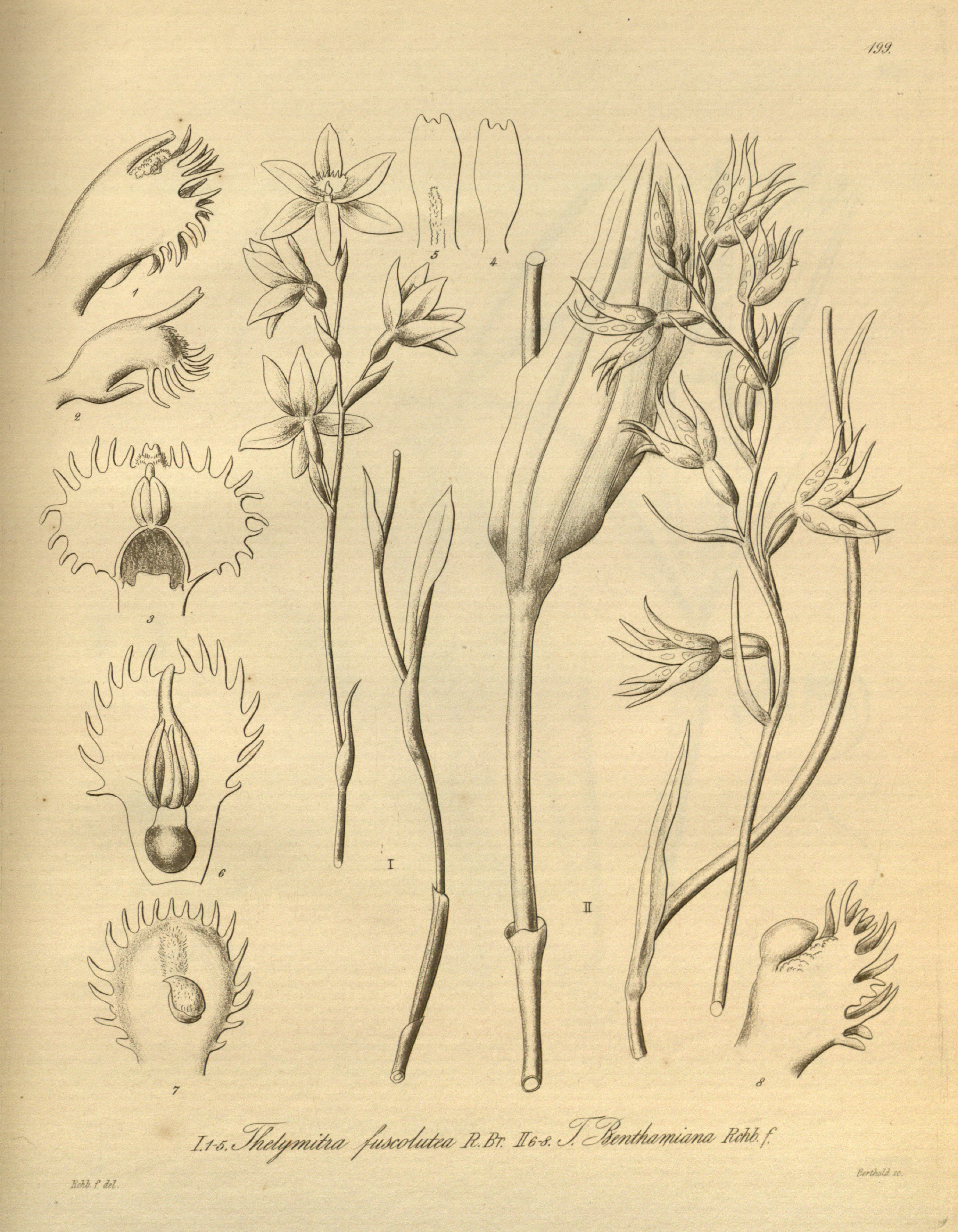